# Daniil Šamkin
Daniil Dmitrievič Šamkin (in russo Даниил Дмитриевич Шамкин?; San Pietroburgo, 22 giugno 2002) è un calciatore russo, centrocampista della Torpedo Mosca.

## Caratteristiche tecniche
È un fantasista che ama svariare dietro una punta centrale.

## Carriera

### Club
Cresciuto nel settore giovanile dello Zenit San Pietroburgo, ha esordito in prima squadra il 14 marzo 2020 disputando l'incontro di Prem'er-Liga vinto 7-1 contro l'Ural.

### Nazionale
Con la nazionale Under-17 russa ha presto parte al campionato europeo di categoria del 2019, dove ha disputato due incontri senza andare a segno.

## Statistiche
Statistiche aggiornate al 22 luglio 2020.

### Presenze e reti nei club
| Stagione        | Squadra               | Campionato      | Campionato | Campionato | Coppe nazionali | Coppe nazionali | Coppe nazionali | Coppe continentali | Coppe continentali | Coppe continentali | Altre coppe | Altre coppe | Altre coppe | Totale | Totale | Totale |
| Stagione        | Squadra               | Comp            | Pres       | Reti       | Comp            | Pres            | Reti            | Comp               | Pres               | Reti               | Comp        | Pres        | Reti        | Pres   | Reti   |        |
| --------------- | --------------------- | --------------- | ---------- | ---------- | --------------- | --------------- | --------------- | ------------------ | ------------------ | ------------------ | ----------- | ----------- | ----------- | ------ | ------ | ------ |
| 2019-2020       | Zenit San Pietroburgo | PL              | 4          | 0          | CR              | 0               | 0               |                    | -                  | -                  |             | -           | -           | 4      | 0      |        |
| Totale carriera | Totale carriera       | Totale carriera | 4          | 0          |                 | 0               | 0               |                    | -                  | -                  |             | -           | -           | 4      | 0      |        |

## Palmarès

### Club

#### Competizioni nazionali
- Campionato russo: 2

Zenit San Pietroburgo: 2019-2020, 2020-2021